# Droblin (województwo lubelskie)
Droblin – wieś w Polsce położona w województwie lubelskim, w powiecie bialskim, w zachodniej części gminy Leśna Podlaska. Leży nad rzeką Klukówką, dopływem Krzny. 
| SIMC    | Nazwa              | Rodzaj    |
| ------- | ------------------ | --------- |
| 0014580 | Abisynia           | kolonia   |
| 0014597 | Droblin            | kolonia   |
| 0014605 | Dworszczyzna       | część wsi |
| 0014611 | Kolonia Poprzeczna | kolonia   |

W latach 1975–1998 miejscowość administracyjnie należała do województwa bialskopodlaskiego.
Wieś jest sołectwem w gminie Leśna Podlaska. Według Narodowego Spisu Powszechnego z roku 2011 wieś liczyła 356 mieszkańców.
We wsi znajduje się zabytkowy dwór z XIX wieku, adaptowany od 2010 roku na hotel.
Wierni Kościoła rzymskokatolickiego należą do parafii Narodzenia NMP i św. Apostołów Piotra i Pawła w Leśnej Podlaskiej.